# Mnemea laosensis
Mnemea laosensis là một loài bọ cánh cứng trong họ Cerambycidae.